# Marcos Minetti
Marcos Javier Minetti (Paraná, provincia de Entre Ríos, Argentina; 17 de abril de 1989) es un exfutbolista argentino. Jugaba como mediocampista central, aunque también era capaz de desempeñarse como marcador central, y su último equipo fue Atlético Paraná.

## Trayectoria
Se inició en AUFI, disputando la Selección de la Liga fue visto por Norberto "Cari" Espinoza quien lo acercó a Patronato.

## Clubes
| Club                     | País      | Año       |
| ------------------------ | --------- | --------- |
| Patronato de Paraná      | Argentina | 2011-2019 |
| Gimnasia y Esgrima (CdU) | Argentina | 2019      |
| Atlético Paraná          | Argentina | 2020-2023 |

## Palmarés
| Título                     | Club                | País      | Año  |
| -------------------------- | ------------------- | --------- | ---- |
| Ascenso a Primera División | Patronato de Paraná | Argentina | 2015 |
| Ascenso al Federal A       | Atlético Paraná     | Argentina | 2022 |